# Cofidis, Solutions Crédits

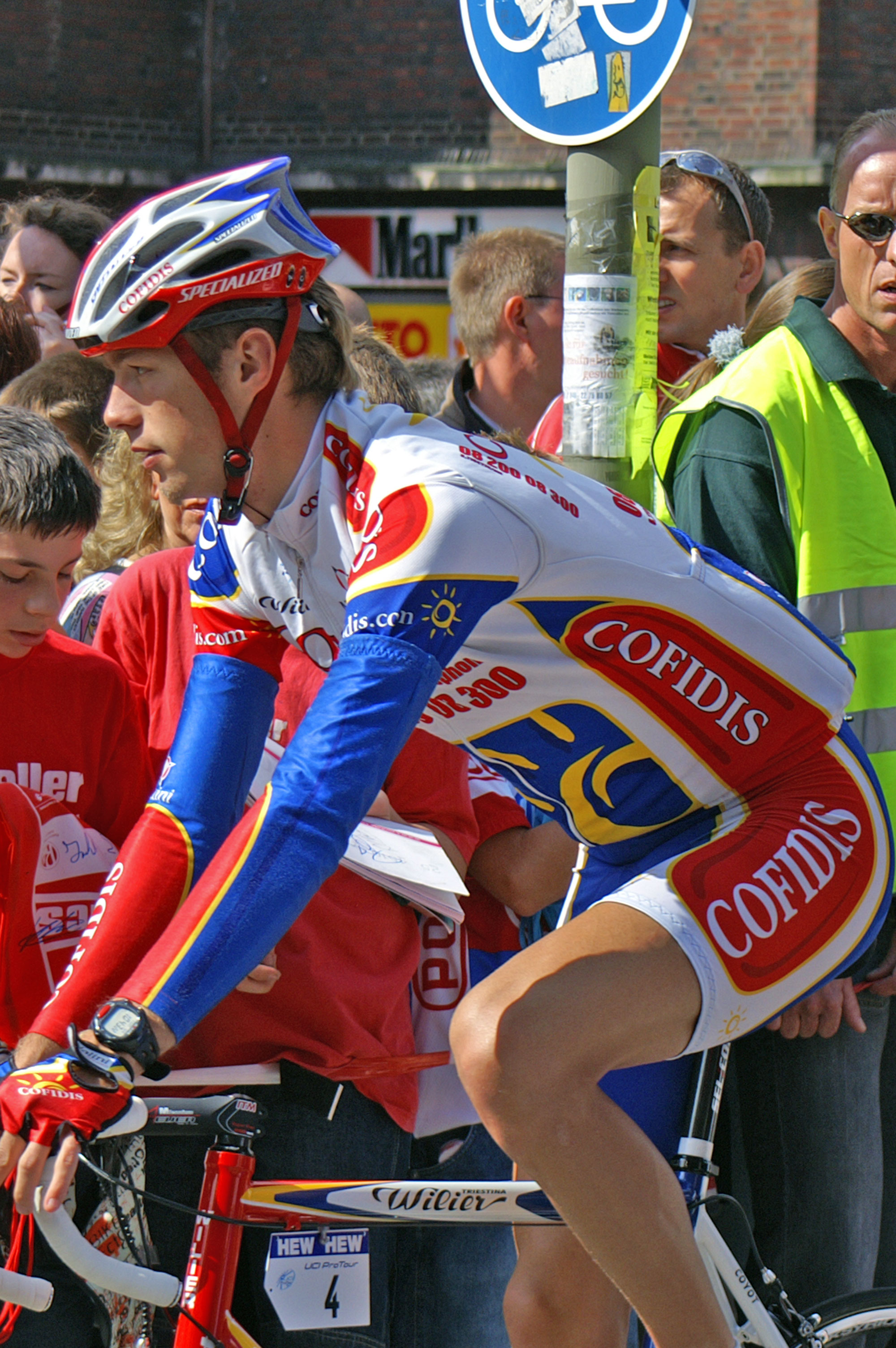
Corredor da equipe Cofidis.

Cofidis, Le Crédit en Ligne (Código da equipe na UCI: COF) é uma equipe francesa de ciclismo profissional criada em 1997, que atualmente faz parte do escalão das equipas Pro Continentais. Seu patrocinador é a empresa Cofidis, especializada em conceder crédito por telefone e pela Internet.